# Døgnrytmelys
Døgnrytmelys er et lys som udvikler sig i farve og intensitet i løbet af døgnet. Det følger det naturlige lys og understøtter den naturlige døgnrytme. Om morgenen er lyset varmt, herefter bliver det langsomt kraftigere og om eftermiddagen igen varmt og om natten er lyset uden de blå toner, som forstyrrer kroppens døgnrytme.
Døgnrytmelys er udviklet i samarbejde med forskere og læger fra bl.a. Rigshospitalet og Aarhus Universitetshospital. I 2013 blev det implementeret første gang på sygehuse og i dag har det bred anvendelse på intensiv, i rehabilitering, i opvågning, i psykiatrien og på plejehjem - som en integreret del af behandlingen og plejen og for at understøtte personalets døgnrytme i skiftende vagter. 
Et forskningsprojekt på Rigshospitalet med Anders Sode West har undersøgt effekten af døgnrytmelys på et rehabiliteringsafsnit. Det klinisk kontrollerede studie viste en signifikant effekt på depression, træthed, døgnrytmemarkører. Studiet er udgivet som phd. og publiceret i internationale tidsskrifter.